# Mike Knörr
Michael „Mike“ Knörr (* 20. Januar 1966 in Zirndorf) ist ein ehemaliger deutscher Basketballspieler mit US-amerikanischer Staatsbürgerschaft.

## Laufbahn
Knörr spielte an der Killeen High School im US-Bundesstaat Texas und von 1988 bis 1990 an der East Texas State University (später in Texas A&M University - Commerce umbenannt) in der zweiten Division der NCAA. In beiden Jahren erzielte er für die Hochschulmannschaft statistische Spitzenwerte. Im Anschluss an die Saison 1988/89 wurde Knorr als „Spieler des Jahres“ der Lone Star Conference ausgezeichnet. Insgesamt verbuchte er für East Texas in 55 Einsätzen im Durchschnitt 21,1 Punkte sowie 10,8 Rebounds je Begegnung.
Knörr verbrachte als Profi neun Spielzeiten beim deutschen Erstligisten SSV Ratiopharm Ulm, mit dem er 1996 deutscher Pokalsieger und 1998 Vizemeister wurde. Er nahm mit Ulm mehrere Jahre lang auch an Europapokalwettbewerben teil. Knörr lief in 40 Spielen für die deutsche Basketballnationalmannschaft auf, stand bei der Weltmeisterschaft 1994 und der Europameisterschaft 1995 im deutschen Aufgebot.
Knörr stand in der Korbschützenliste der Bundesliga-Saison 1995/96 mit einem Wert von 17,2 Punkten je Begegnung auf dem 16. Rang. Während seiner Bundesliga-Karriere erzielte er insgesamt 4254 Punkte. Aufgrund einer äußeren Ähnlichkeit und einer stark von Kampfgeist geprägten Spielweise wurde Knörr mit Charles Barkley verglichen. Knörr bezeichnete den US-Amerikaner als sein Vorbild.